# Słowik (powiat będziński)
Słowik – kolonia w Polsce położona w województwie śląskim, w powiecie będzińskim, w gminie Siewierz.
W latach 1975–1998 miejscowość należała administracyjnie do województwa katowickiego.